# Omladinski kup Jugoslavije u nogometu

La Omladinski kup Jugoslavije u nogometu (coppa della Jugoslavia di calcio giovanile) è stata una competizione calcistica disputata tra le formazioni giovanili delle squadre appartenenti alla Federazione calcistica della Jugoslavia, che gestiva la manifestazione. La prima edizione è stata quella del 1963-64, l'ultima del 1990-91.

## Albo d'oro
| Stagione | Vincitore       | Ris.          | Finalista           |
| -------- | --------------- | ------------- | ------------------- |
| 1963-64  | Stella Rossa    | 7-0           | Radnički Kragujevac |
| 1964-65  | Partizan        | 2-1           | Vardar              |
| 1965-66  | Stella Rossa    | 4-2           | Rijeka              |
| 1966-67  | Dinamo Zagabria | 4-0           | Radnički Kragujevac |
| 1967-68  | Partizan        | 2-0           | Olimpia Lubiana     |
| 1968-69  | Stella Rossa    | 3-0           | Velež Mostar        |
| 1969-70  | Hajduk Spalato  | 2-0           | Olimpia Lubiana     |
| 1970-71  | Hajduk Spalato  | 2-1           | Sarajevo            |
| 1971-72  | Hajduk Spalato  | 0-0 (5-3 dcr) | Sarajevo            |
| 1972-73  | Dinamo Zagabria | 2-0           | Olimpia Lubiana     |
| 1973-74  | Partizan        | 4-1, 3-2      | Olimpia Lubiana     |
| 1974-75  | Čelik Zenica    | 2-0           | Hajduk Spalato      |
| 1975-76  | Sarajevo        | 3-1           | Vardar              |
| 1976-77  | Hajduk Spalato  | 0-0 (4-2 dcr) | Velež Mostar        |
| 1977-78  | Novi Sad        | 1-1 (4-2 dcr) | Dinamo Zagabria     |
| 1978-79  | Hajduk Spalato  | 4-1, 2-2      | Stella Rossa        |
| 1979-80  | Hajduk Spalato  | 2-1           | Spartak Subotica    |
| 1980-81  | Sutjeska        | 2-1           | Sarajevo            |
| 1981-82  | Rijeka          | 3-1           | Vojvodina           |
| 1982-83  | Partizan        | 1-0           | Sutjeska            |
| 1983-84  | Vardar          | 3-2           | Vojvodina           |
| 1984-85  | Vojvodina       | 2-1           | Hajduk Spalato      |
| 1985-86  | Vojvodina       | 1-0           | Osijek              |
| 1986-87  | Stella Rossa    | 4-2           | Velež Mostar        |
| 1987-88  | Osijek          | 4-1           | OFK Titograd        |
| 1988-89  | Velež Mostar    | 0-0 (4-1 dcr) | Vardar              |
| 1989-90  | Stella Rossa    | 1-0           | Proleter Zrenjanin  |
| 1990-91  | Budućnost       | 1-1 (4-3 dcr) | Rijeka              |

### Vincitori e finalisti
| Squadra             | Vincitore                          | Finalista              |
| ------------------- | ---------------------------------- | ---------------------- |
| Hajduk Spalato      | 1970, 1971, 1972, 1977, 1979, 1980 | 1975, 1985             |
| Stella Rossa        | 1964, 1966, 1969, 1987, 1990       | 1979                   |
| Partizan            | 1965, 1968, 1974, 1983             |                        |
| Vojvodina           | 1985, 1986                         | 1982, 1984             |
| Dinamo Zagabria     | 1967, 1973                         | 1978                   |
| Sarajevo            | 1976                               | 1971, 1972, 1981       |
| Vardar              | 1984                               | 1965, 1976, 1989       |
| Velež Mostar        | 1989                               | 1969, 1977, 1987       |
| Rijeka              | 1982                               | 1966, 1991             |
| Sutjeska            | 1981                               | 1983                   |
| Osijek              | 1988                               | 1986                   |
| Čelik Zenica        | 1975                               |                        |
| Novi Sad            | 1978                               |                        |
| Budućnost           | 1991                               |                        |
| Olimpia Lubiana     |                                    | 1968, 1970, 1973, 1974 |
| Radnički Kragujevac |                                    | 1964, 1967             |
| Spartak Subotica    |                                    | 1980                   |
| OFK Titograd        |                                    | 1988                   |
| Proleter Zrenjanin  |                                    | 1990                   |

## Edizioni

### 1990-91
Partecipanti: 2824 (410 dalla Bosnia, 60 dal Montenegro, 36 dalla Macedonia, 943 dalla Croazia, 121 dalla Slovenia, 890 dalla Serbia, 38 dal Kosovo, 326 dalla Voivodina)
| Squadra 1        | Risultato       | Squadra 2       |
| ---------------- | --------------- | --------------- |
| QUARTI DI FINALE |                 |                 |
| Sloboda Užice    | 2 – 0           | Kosovo Vučitrn  |
| Radnički Sombor  | 0 – 1           | Olimpia Lubiana |
| Vardar           | 0 – 1           | Rijeka          |
| Željezničar      | 1 – 2           | Budućnost       |
| SEMIFINALI       |                 |                 |
| Budućnost        | 3 – 2           | Sloboda Užice   |
| Olimpia Lubiana  | 0 – 3           | Rijeka          |
| FINALE           |                 |                 |
| Budućnost        | 1 – 1 (5-4 dcr) | Rijeka          |

| Arbitro: | Ljubiša Milenković (Belgrado) |

| |                      | |
| S. Kovačević 75’ | Marcatori            | 53’ Ban |
| | Tiri di rigore 5 – 4 | |
| Milošević Burzanović Krivokapić (70' S. Kovačević) Nikezić Vukotić Perović (66' Roganović) B. Kovačević (55' Golović) Jelić Kostić Trenevski Čakar | Formazioni           | Mladenić Duda Gregurović Demo (83' Samardžić) Pernović Milinović Šarić (44' Uremović) Tadić Zubović Arčaba Ban |
| Momčilo Vujačić | Allenatori           | ? |